# إي-بوت
إي-بوت E-boat هو تسمية الحلفاء الغربيين لمركبة الهجوم السريع (الألمانية: Schnellboot، أو S-Boot، والتي تعني "قارب سريع") تابعة لكريغسمارينه خلال الحرب العالمية الثانية. الأكثر شعبية، فئة أس-100، كانت مناسبة جدا للإبحار،  مدججة بالأسلحة وقادرة على الوصول لسرعة 43.5 عقدة (80.6 كم/س؛ 50.1 ميل/س)، تتسارع بوقت قصير للوصول لسرعة 48 عقدة (89 كم/س؛ 55 ميل/س).
طولها 35 متر (114 قدم 10 بوصة) وأقصى عرض 5.1 متر (16 قدم 9 بوصة) . أستطاعت محركات الديزل الإبحار لمسافات تصل إلى 700 to 750 ميل بحري (810–860 ميل؛ 1,300–1,390 كـم) ، أكثر بكثير من زوارق بيه تي الأمريكية التي تعمل بالبنزين وقوارب توربيدو البريطانية (MTBs).

## التاريخ

### تطوير
تم اختيار هذا التصميم لأن مسرح عمليات هذه القوارب كان من المتوقع أن يكون بحر الشمال والقناة الإنجليزية والجبهة الغربية. فرضت الحاجة للوصول لأقصى درحات الأداء في البحار القاسية لاستخدام بدن ذو قاع مستدير بدلاً من بدن ذو قاع مسطح الذي كان أكثر شيوعًا للقوارب الصغيرة عالية السرعة. تغلبت شركة بناء السفن لورسن على العديد من عيوب هذا البدن، ومع Oheka II، أنتجت قوارب سريعة وقوية ومناسبة للإبحار. جذب هذا اهتمام رايخ مارين، الذي طلب في عام 1929 قارب مماثل ولكن مزود بأنبوبين طوربيد. سمي أس-1، وكان الأساس لجميع قوارب إي اللاحقة.  

### قارب أم أس الإيطالي

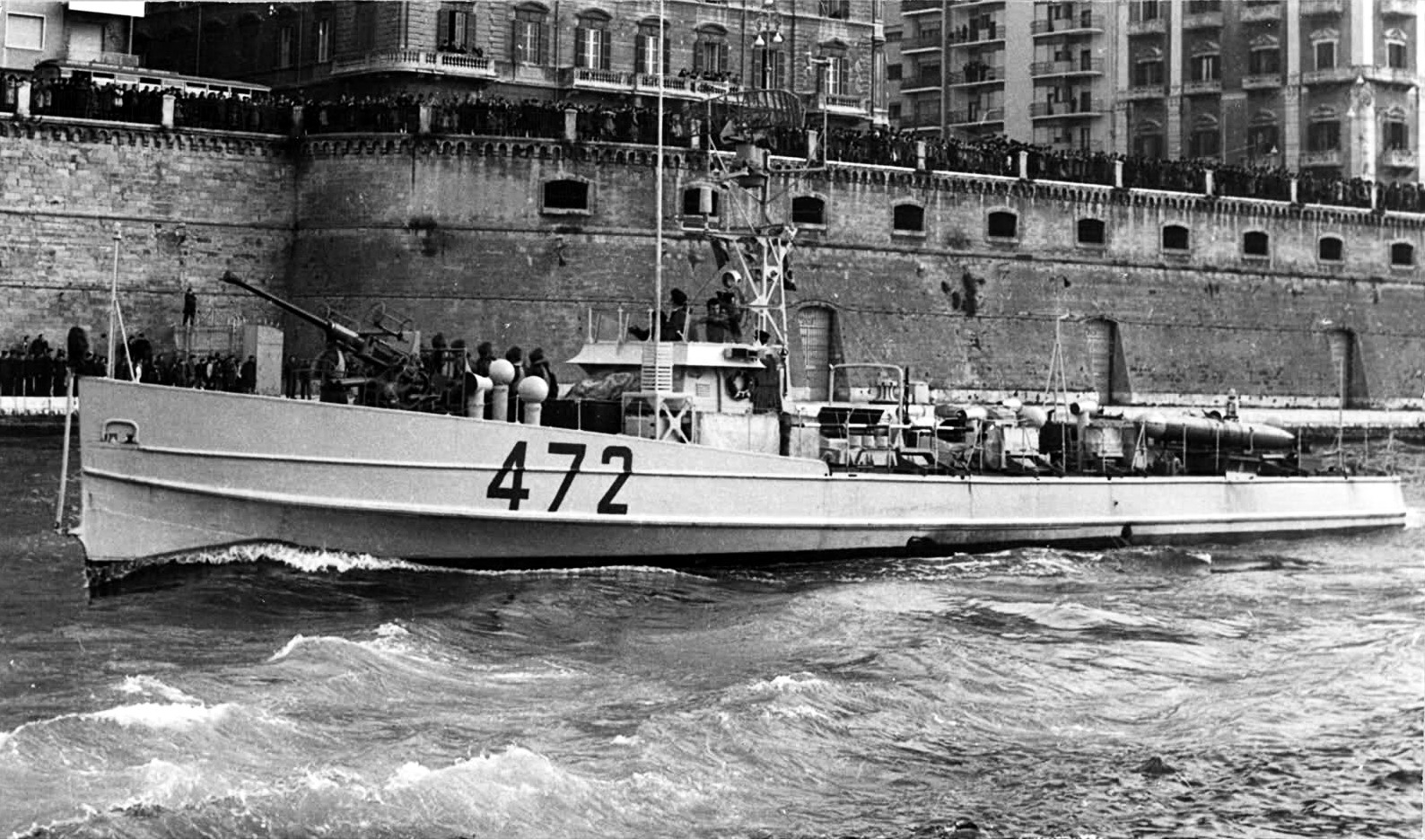
MS 472 الإيطالية

### الخدمة في البحرية الرومانية
باعت ألمانيا أربعة قوارب إي إلى رومانيا في 14 أغسطس 1944. بلغت إزاحة هذه السفن 65 طنًا، وسرعتها القصوى 30 عقدة تم تزويدها بواسطة ثلاثة محركات مرسيدس-بنز بمجموعه 2850 حصان، وكانت مسلحة بأنبوبين طوربيد 500 مم (19.7 بوصة). وكان طاقم كل من القوارب الأربعة 25. وكان عددهم 10 إلى 13 (سابقا S-151 ، S-152 ، S-153 و S-154 ) وخدم في البحرية الرومانية حتى عام 1954.

### خدمة ما بعد الحرب

#### البحرية الدنماركية الملكية
في عام 1947، اشترت البحرية الدنماركية اثني عشر قاربًا من كريغسمارينه. تمت زيادة هذه الوحدات في عام 1951 بواسطة ست وحدات تم شراؤها من البحرية الملكية النرويجية. تم التعاقد مع آخر وحدة في عام 1965 P568 Viben.

#### البحرية النرويجية الملكية
بعد الحرب العالمية الثانية، حصلت البحرية النرويجية عددًا من قوارب البحرية الألمانية السابقة. تم نقل ستة قوارب إلى الدنمارك في عام 1951.

### المشغلين
- ألمانيا النازية
- ألمانيا الغربية
- Kingdom of Italy
- Romania
- إسبانيا
- جمهورية الصين
- المملكة المتحدة
- الدنمارك
- النرويج
- جمهورية الصين الشعبية